# Bleptina metopcalis
Bleptina metopcalis är en fjärilsart som beskrevs av Walker 1859. Bleptina metopcalis ingår i släktet Bleptina och familjen nattflyn. Inga underarter finns listade i Catalogue of Life.